# Billie Reeves
Pour les articles homonymes, voir Reeves et Billie.
Billie Reeves est un acteur britannique, né en 1864 en Angleterre, mort le 29 décembre 1943 à Suffolk.

## Filmographie

### Acteur
- 1914 : The Substitute
- 1915 : Counting Out the Count
- 1915 : The Club Man
- 1915 : Out for a Stroll
- 1915 : The New Butler
- 1915 : Nearly a Prize Fighter
- 1915 : A Safe Investment
- 1915 : Just Like Kids
- 1915 : A Day on the Force
- 1915 : The New Valet
- 1915 : Wifie's Ma Comes Back
- 1915 : When Wifie Sleeps
- 1915 : Billie's Heiress
- 1915 : Billie's Debut
- 1915 : The Life Guard
- 1915 : Billie Joins the Navy
- 1915 : An Artful Artist
- 1915 : Queenie of the Nile
- 1915 : The Golden Oyster
- 1915 : Captain Kidd and Ditto
- 1915 : The Cello Champion
- 1915 : Think of the Money
- 1915 : Playing Horse
- 1915 : His Body Guard
- 1915 : The Cellar Spy
- 1915 : His Three Brides
- 1915 : His Wife's New Lid
- 1915 : Blaming the Duck, or Ducking the Blame
- 1915 : And the Parrot Said...?
- 1915 : Bashful Billie
- 1915 : An Unwilling Burglar : Mr. Henry
- 1915 : No Smoking
- 1916 : A Ready-Made Maid
- 1916 : Billie's Headache
- 1916 : A Skate for a Bride
- 1916 : Insomnia
- 1916 : Cured
- 1916 : The Election Bet
- 1916 : Billie's Lucky Bill
- 1916 : A Temporary Husband
- 1916 : Billie's Revenge
- 1916 : Hamlet Made Over
- 1916 : Some Boxer
- 1916 : Dare Devil Bill
- 1916 : Mr. Housekeeper
- 1916 : Millionaire Billie
- 1930 : The Jerry Builders